# Kim Hee-sun
Kim Hee-sun hangul 김희선, född den 11 juni 1977 i Daegu i sydöstra Sydkorea är en sydkoreansk skådespelare. Hon blev känd under 1990-talet med ledande roller i teve-serier som Men of the Bath House (1995), Propose (1997), Wedding Dress (1997), Forever Yours (1998), Mister Q (1998), Sunflower (1998) och Tomato (1999). Kim har också spelat i kampkonstfilmer som Bichunmoo (2000) och The Myth (2005), historiska mediadramor Faith (2012), tonårsdramor Angry Mom (2015) och thriller-serier som The Lady in Dignity (2017).

## Karriär
Kim Hee-sun vann skönhetstävlingen “Fair Face Beauty Contest” 1992 när hon gick på högstadiet och blev modell i tonårstidningar. 1993 gjorde hon teve-reklam för företaget Lottes krabbchips, vilket ledde vidare till filmdebuten i Dinosaur Teacher. Samma år fick hon också uppdrag som programledare för musik-showen Inkigayo.
Sin stora popularitet erhöll Kim under mitten av 1990-talet, när hon uppträdde i det ena K-dramat efter det andra.
I filmbranschen hade Kim svårare att nå framgång. Filmdebuten skedde 1997 i Repechage med Jang Dong-gun som motspelare. Regissören Lee Kwang-hoon anlitade Kim Hee-sun även i sin nästa film, Ghost in Love (1999).
I sin viktigaste filmroll dittills spelade hon sedan dotter till en mongolisk general i högbudgetfilmen Bichunmoo som spelades in i Kina sommaren 2000. Kim fick kritik för sitt skådespeleri, men filmen gav henne trots allt mer internationell uppmärksamhet än någon av hennes tidigare filmer.
2001 klippte Kim håret kort och tog en helt annan typ av skådespelarroll, när hon spelar animatör i regissören Kim Yong-gyuns Wanee & Junah.
I denna film fick Kim lovord från kritikerna, men filmen blev ingen framgång.
Därefter spelade hon i melodramen A Man Who Went to Mars (2003), som blev en ekonomisk katastrof.
På grund av sin popularitet bland kinesiska tittare fick Kim spela mot Jackie Chan i The Myth. Inför inspelningen lärde hon sig tala mandarin.
Kim gifte sig 2007 med den koreanske affärsmannen Park Ju-young och lämnade scenen under fem år för att vara mor och hustru. Kim publicerade en bok 2009 om att sköta barn och att går ner i vikt efter graviditeten. Boken fick titeln Kim Hee-sun's Happy Mom Project.
Kim hade en mindre roll i den kinesiska filmen The Warring States (2011), och utspelas under den krigiska period som kommit att kallas De stridande staterna, cirka 400 f.Kr. Hennes officiella comeback skedde 2012 i tv-serien Faith om en tidsresande doktor som åker tillbaka till det koreanska kungadömet Koryo, som ligger drygt ettusen år tillbaka i tiden.
Efter ett antal tv-framträdanden som programledare och i tv-serier kungjorde hon 2018 att det åter, efter femton års frånvaro från filmduken, är dags för ett filmframträdande. Det är i filmen Paper Flower. Den har ännu inte haft premiär.